# È frennesia!/'Na catena 'e lacreme
È frennesia!/'Na catena 'e lacreme, pubblicato nel 1965, è un singolo del cantante italiano Mario Trevi.

## Storia
Il disco contiene due brani inediti di Mario Trevi. Il brano È frennesia! è presentato da Trevi e Maria Paris al Festival di Napoli 1965. Nel brano 'Na catena 'e lacreme è presente anche Trevi tra gli autori (con lo pseudonimo Iverta).

## Tracce
Lato A
- È frennesia!  (Pisano-Albano)

Lato B
- 'Na catena 'e lacreme  (Alfieri-Iverta-Manzoni)

## Incisioni
Il singolo fu inciso su 45 giri, con marchio Durium- serie Royal (QCA 1345).
Direzione arrangiamenti: M° Eduardo Alfieri.